# Sevar de Bulgaria
Sevar (en búlgaro: Севар) fue gobernante de Bulgaria en el siglo VIII.
En la Nominalia de los kanes de Bulgaria, se indica que pertenecía al clan Dulo, familia real búlgara, y que gobernó durante 15 años. De acuerdo con la cronología desarrollada por Moskov, Sevar habría reinado entre 721 a 737. Otras cronologías ponen su reinado en 738 a 754, pero no se puede conciliar con el testimonio de la "lista de nombres".
Es posible que su reinado fuera pacífico, ya que las crónicas bizantinas no registran ningún evento en la frontera norte del imperio de la época. Aunque se trata de un argumento silencioso, es una hipótesis plausible.
En el siglo XVII Bulgaria del Volga compuso el Ja'far Tarikh (una obra de autenticidad en disputa) que representa a Suvar (es decir, Sevar) como el hijo y sucesor de Coscoja (es decir, Kormesij), quien supuestamente fue depuesto por la nobleza. El Ja'far Tarikh también alega que Suvar mismo fue depuesto y murió dos años después de su deposición. La misma fuente hace a Suvar el padre del por lo demás desconocido Kermek, que a su vez fue el padre de Toktu y Kardam.